# Dombeya rotundifolia
Dombeya rotundifolia là một loài thực vật có hoa trong họ Cẩm quỳ. Loài này được Planch. mô tả khoa học đầu tiên năm 1851.